# Maria Luzia de Sousa Aranha
Maria Luzia Nogueira de Sousa Aranha, segunda baronesa e primeira Viscondessa de Campinas, (Ponta Grossa, 1797, quando era ainda província de São Paulo – Campinas, 6 de agosto de 1879).

## Biografia
Foi grande benemérita da região de Campinas, estado de São Paulo, onde herdou grandes extensões de terra de seu pai e também de seu marido. Pertencente à aristocracia rural do sudeste brasileiro, recebeu reconhecimento pelos sucessivos títulos nobiliárquicos a ela concedidos.
Nascida na Fazenda Taquaral, no "depois estado do Paraná" (na época, província de São Paulo), pertencente a seu pai, o tenente-coronel Joaquim Aranha Barreto de Camargo, que se casou com Eufrosina Matilde da Silva Botelho e se transferiu com sua família para Campinas (tendo Maria Luzia 9 anos de idade), como sesmeiro, fundando, em 1806, a Sesmaria Engenho Mato Dentro, um engenho de cana-de-açúcar, que posteriormente, tornou-se uma grande produtora de café.

## Matrimônio
Na capela do engenho paterno, Maria Luzia veio a se casar solenemente aos 16 de junho de 1817, com seu primo, o coronel Francisco Egydio de Sousa Aranha, tendo por testemunhas o capitão-mor de Campinas, João Francisco de Andrade, e o major Teodoro Ferraz Leite, senhor de engenho, casado com prima da noiva, Maria Luísa Teixeira.
O coronel Francisco Egydio de Sousa Aranha nasceu em Santos, em 1778, tendo falecido em Limeiras em 10 de julho de 1860, filho de Pedro de Sousa Campos e de Maria Francisca Aranha de Camargo. Foi um dos pioneiros da cafeicultura em São Paulo, na região de Campinas, sendo o primeiro exportador brasileiro do produto.
O casal Pedro de Sousa Campos e Maria Francisca Aranha de Camargo, deu início à família Sousa Aranha.
A viscondessa de Campinas e o coronel Francisco Egydio de Sousa Aranha encontram-se sepultados no Cemitério da Saudade, em Campinas.

## Descendência
Foram filhos de Maria Luzia e Francisco Egídio de Sousa Aranha:
- Maria Brandina de Sousa Aranha[9](—1900), que se casou com Álvaro Xavier de Camargo e Silva.
- Joaquim Egydio de Sousa Aranha,[10]  barão, conde, visconde e marquês de Três Rios (1821 — 1893), que se casou em primeiras núpcias com Ana Francisca de Pontes e em segundas com Maria Hipólita dos Santos Silva, viúva de Amador Rodrigues de Lacerda Jordão, barão de São João do Rio Claro, e filha de José Joaquim dos Santos Silva, barão de Itapetininga. Vice-presidente da província de São Paulo, ocupando interinamente várias vezes a presidência.
- José Egídio de Sousa Aranha,[11] tenente-coronel (1821 — 1885), que se casou em primeiras núpcias com Maria Luísa Pereira de Queirós[12] e, em segundas, com Antônia Flora Pereira de Queirós.[13] Era irmão gêmeo do marquês de Três Rios. Declinou o título de terceiro barão de Campinas, que lhe foi oferecido por D. Pedro II.
- Pedro Egídio de Sousa Aranha,[14] que se casou com Ana Joaquina do Prado.
- Francisco Egídio de Sousa Aranha[4] (1823 — 1875), que se casou com Maria Luísa Nogueira.[15]
- Libânia de Sousa Aranha[16](1829 — 1921), que se casou com seu primo Joaquim Policarpo Aranha,[17] barão de Itapura, sendo pais de Isolethe Augusta de Sousa Aranha.[18]
- Ana Teresa de Sousa Aranha[19](1827 — 1865), que se casou com seu primo Manuel Carlos Aranha, barão de Anhumas, falecida antes da concessão do título e só concedido quando casado em segundas núpcias com Brandina Augusta de Queirós Aranha,[20] a baronesa consorte de Anhumas.
- Petronilha Egídio de Sousa Aranha[21](1836 — 1869), que se casou com Francisco Inácio do Amaral Lapa.
- Antônio Egídio de Sousa Aranha[22](1838 — 1859), que se casou com Elisma do Amaral, filha deJoaquim Bonifácio do Amaral, visconde de Indaiatuba.
- Martim Egídio de Sousa Aranha[23](1839 —1884), que se casou com Talvina do Amaral Nogueira.
- Gertrudes de Sousa Aranha,[24] que se casou com Francisco Emílio do Amaral Pompeu.

O casal Sousa Aranha e seus filhos deixaram vasta descendência de relevância para a história do Brasil e, em especial, para a história paulista. De entre os numerosos descendentes em Campinas, São Paulo e outras cidades do país, destacam-se:
- Edgard de Sousa[26] (1876 — 1956), (ascendente:José Egídio de Sousa Aranha) - engenheiro, professor emérito da Escola Politécnica de São Paulo, doutor "Honoris Causa" da Universidade de São Paulo
- Cássio Egídio de Queirós Aranha[27] (1899 — 1976), (ascendente:José Egídio de Sousa Aranha) - jurista, político
- Carlos Norberto de Sousa Aranha[28] (1855 — 1945), (ascendente:Ana Tereza de Souza Aranha) - cavaleiro fidalgo da casa imperial, cafeicultor, capitalista, advogado, político, deputado
- Maria José Aranha de Rezende (1911 — 1999), (ascendente:Ana Tereza de Souza Aranha) - jornalista, poeta e acadêmica na cidade de Santos
- Olavo Egídio de Sousa Aranha[29] (1862 — 1928),(ascendente:Antônio Egídio de Sousa Aranha ) - fazendeiro, banqueiro, senador, secretário de Estado
- Olavo Egídio de Sousa Aranha Júnior[30] (1887 — 1972), (ascendente:Antônio Egídio de Sousa Aranha ) - engenheiro, arquiteto, empresário
- Alfredo Egídio de Sousa Aranha[31] (1894 —  1961), (ascendente: Antônio Egídio de Sousa Aranha) - advogado, empresário, banqueiro
- Olavo Egídio Setúbal[32] (1923 — 2008), (ascendente: Antônio Egídio de Sousa Aranha) - engenheiro, Ministro da Relações Exteriores (não de carreira diplomática), banqueiro, prefeito de São Paulo
- Roberto Setúbal[33] (1954), (ascendente: Antônio Egídio de Sousa Aranha) - engenheiro, economista, banqueiro
- Maria Alice de Azevedo Setubal (Neca Setubal) (1951), (ascendente: Antônio Egídio de Sousa Aranha) - socióloga, doutora em psicologia da educação e mestre em ciência política e presidente da Fundação Tide Setubal e do Cenpec
- Alfredo Egídio Arruda Villela Filho (1969), (ascendente:Antônio Egídio de Sousa Aranha) - executivo e engenheiro formado pelo Instituto Mauá de Tecnologia
- Maria de Lourdes Egydio Villela (Milu Villela) (1943), (ascendente: Antônio Egídio de Sousa Aranha) - psicóloga, empresária, filantropa
- Osvaldo Aranha[34] (1894 — 1960), (ascendente: Martim Egídio de Sousa Aranha) - advogado, político, diplomata, ministro de Estado
- Ciro de Freitas Vale (1896 — 1969), (ascendente: Martim Egídio de Sousa Aranha) - advogado, diplomata
- Paulo Nogueira Filho, deputado, acadêmico
- José Bonifácio Coutinho Nogueira (1923 — 2002) - advogado, empresário, usineiro, pecuarista, político, secretário de Estado
- Osvaldo Aranha Bandeira de Melo[35] (1908 — 1980) - desembargador, professor, reitor da Pontifícia Universidade Católica de São Paulo[36]
- Celso Antônio Bandeira de Mello (1936) - advogado, escritor, professor da Pontifícia Universidade Católica de São Paulo
- Marcelo Damy de Souza Santos (1914 — 2009) - físico, professor catedrático da USP, PUC, UNICAMP

## Títulos
Maria Luzia de Sousa Aranha foi elevada a baronesa depois de viúva, por decreto imperial de 9 de janeiro de 1875, e a viscondessa por decreto imperial de 19 de julho de 1879, ambos de D. Pedro II do Brasil, em cuja justificação se declarou ser elevada a tais títulos "em atenção a relevantes serviços prestados à instrução pública e à humanidade e, em relação à guerra do Paraguai".
Como baronesa, foi antecedida por Escolástica Francisca Bueno, mulher de Bento Manuel de Barros, primeiro barão de Campinas, que todavia não foi elevada ao baronato, tendo sido apenas baronesa consorte. Posteriormente, Ana Francisca da Silveira Sintra foi a consorte do terceiro barão de Campinas, Joaquim Pinto de Araújo Sintra.

## Armas

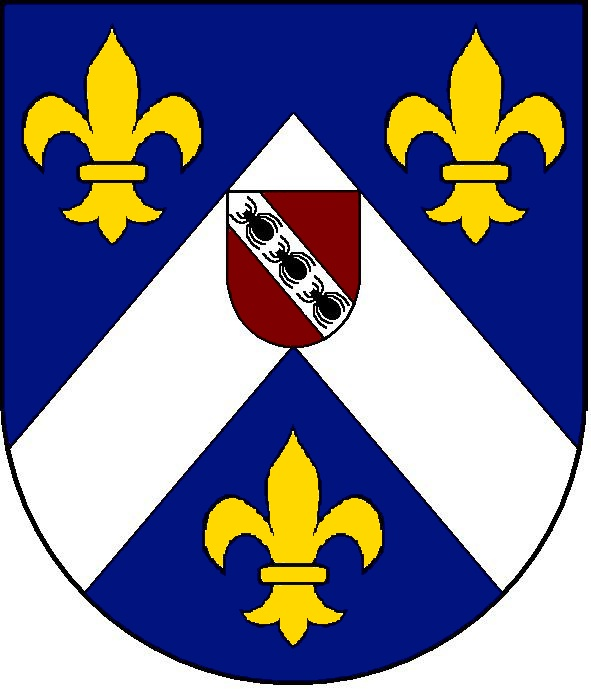
Armas da Viscondessa de Campinas, as mesmas da Família Aranha

Armas: as da Família Aranha: de azul ultramarino, com asna de vermelho, perfilada de prata, carregada em chefe de um escudete de prata, com uma banda de vermelho, sobrecarregada de três aranhas de negro, a asna acompanhada de três flores-de-lis de ouro. Timbre: uma flor-de-lis do escudo.

## Propriedades
O coronel Francisco Egídio faleceu em 1860, aos 82 anos, assumindo a direção sua viúva, meeira com os filhos.
Seu magnífico Solar no Largo da Catedral, foi mandado construir por seu pai, Joaquim Aranha Barreto de Camargo, onde hospedou em 1874 o príncipe imperial consorte do Brasil, D. Gastão de Orléans, conde d'Eu, e onde também foram recebidos, por seu filho Joaquim Egídio de Sousa Aranha, marquês de Três Rios, a princesa imperial D. Isabel de Bragança, seu marido e os filhos do casal, em 1884, e os imperadores D. Pedro II e D. Teresa Cristina de Bourbon-Duas Sicílias, em 1886. Era o palácio principal  da nobreza local e paulista. Foi destruído por um incêndio no ano de 1944.
O Engenho Fazenda Mato Dentro, foi passado, em 1820, à propriedade de Maria Luzia de Sousa Aranha, por seu pai, tendo o engenho, à época da fundação, 1515 alqueires de terras, terras que, destacadas, foram posteriormente, doadas pela viscondessa às suas duas filhas, Maria Brandina e Petronilha Egídio de Sousa Aranha, fundando-se as fazendas Mato Dentro de Baixo (depois Fazenda Vila Brandina), sendo que em terras da Fazenda Vila Brandina encontra-se construído o primeiro Shopping de Campinas, o Iguatemi Campinas e Fazenda Lapa, cuja sede é onde hoje se encontra o casarão sede do clube sócio esportivo Sociedade Hípica de Campinas.

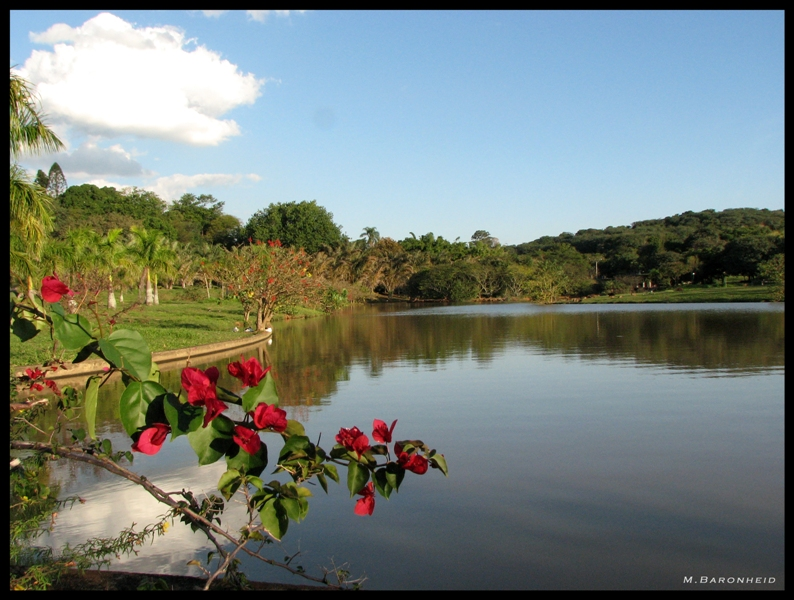
Sesmaria Engenho Mato Dentro

Em 1871, seu filho Joaquim Egídio de Sousa Aranha, depois marquês de Três Rios, vendeu suas seis partes no engenho-fazenda, a seus sobrinhos, dos quais era tutor, filhos de sua irmã Petronilha, casada com Francisco Inácio do Amaral Lapa, ambos já falecidos.
No ano de 1879, faleceu a Viscondessa de Campinas. Seu inventário foi aberto em agosto do mesmo ano, sendo viúva, e, de seus 11 filhos, três deles já falecidos antes dela. Todos os seus filhos eram casados, e somente os falecidos deixaram (juntos) 22 filhos (netos da inventariada), muitos deles menores de 21 anos, os quais deviam partilhar as heranças que cabiam a seus pais (legítima avoenga). Entretanto, quase todos os escravos foram repartidos entre os oito filhos vivos da Viscondessa. A lista de avaliação descreveu 226 escravos, mas foram partilhados efetivamente 217, uma vez que nove cativos foram libertados por herdeiros durante a partilha. Os descendentes herdaram, então, a fazenda, que possuia uma grande produção, em plena época de ouro do café, tendo os herdeiros realizado então, série de obras de melhoramentos na propriedade.
Pedro Egídio de Sousa Aranha, era o proprietário da fazenda em 1885, com 200 mil pés de café, terreiros atijolados e máquina de benefício acionada a água. Sua viúva, Ana Joaquina do Prado Aranha, era a proprietária em 1900, com produção de 12 mil arrobas de café.
Em 1914 era de Queirós Aranha & Soares, e depois de José de Lacerda Soares, todos descendentes do fundador.
Em 1950, foi vendida a um estranho - intermediário, que passou imediatamente ao Govêrno do Estado de São Paulo, que transformou a Fazenda Mato Dentro em fazenda experimental, subordinada ao Instituto Biológico, conservada a magnífica sede do fundador, Joaquim Aranha Barreto de Camargo.
Tombada pelo Patrimônio Histórico no dia 10 de maio de 1982, a séde ficou entre duas épocas, a do auge do café e a da era da ciência.
Em área do Engenho Fazenda Mato Dentro se instalou o Parque Ecológico Monsenhor Emílio José Salim, depois incorporada à Secretaria da Agricultura do Estado de São Paulo, como Estação Experimental do Instituto Biológico (a partir de 1937), e mais recentemente, à Secretaria do Estado do Meio Ambiente. O Parque Ecológico nasceu de um decreto do governo estadual de 1987, com o propósito de preservar e recuperar valores arquitetônicos e paisagísticos da região.
Com uma área de cento e dez hectares e projeto paisagístico de Roberto Burle Marx, a implantação do Parque Ecológico visou a recuperação e repovoamento vegetal de uma área de 2.850.000 metros quadrados, com espécies da flora brasileira, espécies nativas da região da bacia do rio Piracicaba e algumas espécies exóticas, em especial as palmeiras. O Parque Ecológico abriga também exemplares tombados e restaurados da arquitetura campineira do século XIX, como o casarão, a tulha e a capela da antiga fazenda Mato Dentro, espaços que integram o Museu Histórico Ambiental e o desenvolvimento de diversos programas de educação ambiental, possuindo ainda diversos espaços de lazer e de esporte.